# Grumman C-1 Trader
Il Grumman C-1 Trader era un aereo da trasporto imbarcato (precisamente un aereo da Carrier onboard delivery - Consegne a bordo di portaerei) variante del Grumman S-2 Tracker. Fu rimpiazzato da una versione simile all'E-2 Hawkeye, il Grumman C-2 Greyhound.

## Storia del progetto
Alla fine degli anni quaranta la United States Navy ebbe la necessità di dotare i propri reparti di un nuovo velivolo da assegnare al ruolo di lotta antisommergibile (ASW); fino a quel momento il ruolo venne sostenuto da due differenti tipologie di velivoli, uno dotato di un radar di identificazione, chiamato in gergo "hunter" (cacciatore), che una volta individuato il bersaglio ne trasmetteva le coordinate al comando che provvedeva ad inviare un aerosilurante o bombardiere dotato di bombe di profondità, chiamato in gergo "killer". Le nuove esigenze logistiche emerse dall'esperienza acquisita durante le operazioni nell'ambito della seconda guerra mondiale suggerirono la conversione dei due ruoli raggruppandoli in un unico aeromobile..
La Grumman, basandosi sulla sua esperienza delle precedenti forniture alla Marina statunitense, iniziò lo sviluppo di un velivolo in grado di soddisfare le specifiche richieste orientandosi su una configurazione bimotore ad ala alta al quale venne assegnata la designazione aziendale G-89.
Nel 1952 la US Navy, in base alle sue convenzioni, ridesignò XS2F-1 il velivolo che volò per la prima volta il 4 dicembre di quell'anno. Durante il resto degli anni cinquanta emersero tre varianti, una delle quali era il C-1. Il C-1 (originariamente TF-1) fu autorizzato a portare nove passeggeri o 3 500 lb di carico ed effettuò il volo inaugurale nel gennaio 1955.

## Impiego operativo
Negli anni sessanta e settanta il C-1 Trader effettuò un servizio postale sulle portaerei stanziate nell'Oceano Pacifico durante la Guerra del Vietnam venendo impiegato anche come addestratore. Furono prodotti 83 C-1 Trader più quattro EC-1A Tracer che furono convertiti in aerei ECM. L'ultimo C-1 fu ritirato dal servizio nel 1988.

### Brasile
Per l'utilizzo a bordo della portaerei A-12 São Paulo nel 2011 la Força Aeronaval ha acquistato negli Stati Uniti 8 velivoli COD Grumman C-1 Trader, di cui su 4 vennero avviati alla Marsh Aviation per subire lavori per la trasformazione in aviocisterne imbarcate. I lavori di ammodernamento prevedono l’installazione di nuovi motori a turboelica.

## Versioni
TF-1
Versione da trasporto imbarcato dell'S2F Tracker con fusoliera allargata per 9 passeggeri, ridesignato C-1A nel 1962, 87 esemplari.
TF-1Q
Conversione ECM del TF-1, ridesignato EC-1A nel 1962, quattro conversioni.
TF-1W
Progetto di aereo AEW che fu sviluppato nel WF-2 Tracer.
C-1A
Ridesignazione del TF-1 nel 1962.
EC-1A
Ridesignazione del TF-1Q nel 1962.

## Utilizzatori
Stati Uniti
- United States Navy

### Annotazioni
1. ↑  Altre due cellule furono accantonate in attesa di iniziare lavori di trasformazione in velivoli AWACS, mentre altre due cellule vennero destinate a fornire pezzi di ricambio.

### Fonti
1. ↑  Warbird Alley: Grumman C-1 Trader / S-2 Tracker.
2. ↑  Grumman C-1 Trader / S-2 Tracker in Warbird Alley.
3. ↑  Da Frè 2017, p. 63.

### Periodici
- Giuliano Da Frè, Marinha do Brasil: un gigante dai piedi d’argilla, in Rivista Italiana Difesa, n. 5, Chiavari, Giornalistica Riviera Soc. Coop., maggio 2017,  pp. 56-67.